# Thomazomyia kempfi
Thomazomyia kempfi är en tvåvingeart som beskrevs av Guilherme A.M.Lopes 1976. Thomazomyia kempfi ingår i släktet Thomazomyia och familjen köttflugor. Inga underarter finns listade i Catalogue of Life.